# Jacques Cordier dit Bocan
Jacques Cordier genannt Bocan (* um 1580 in Abbeville; † 1653) war ein französischer Tänzer, Tanzlehrer und  Violinist.
Obwohl er bucklig war und nicht dem Schönheitsideal entsprach, entwickelte er sich vom Tänzer zum außergewöhnlichen Choreographen. In England begann er um 1610 seine Karriere und kam zu einiger Bekanntheit in der Zeit der Regentschaft Charles I. Jener mochte sein Geigenspiel und seine Frau Henrietta Maria von Frankreich hatte Bocan als Tanzlehrer. Englands politische Wirren bewogen Bocan zur Rückkehr nach Paris. Zu den fünf Königinnen, denen er Unterricht im Tanzen erteilte, zählten außerdem Anna von Österreich, Frau von Ludwig XIII., Élisabeth de Bourbon, Frau von Philipp IV., Constanze von Österreich, Frau von Sigismund III. Wasa und Anna Katharina von Brandenburg, Frau von Christian IV. Aus einer Musikerfamilie stammte Radegonde de Chédeville, die er 1621 heiratete. und mit der er drei Kinder hatte: Gabriel (1622), Charles (1624) und Marguerite (1625). Bei allem Können auf Violine und Rebec war er des Notenlesens nicht mächtig und konnte seine Stücke selbst nicht zu Papier bringen.
Er stand 1646 im Dienste der als Grande Mademoiselle bekannten Anne Marie Louise d’Orléans, verdiente dabei 600 Livres pro Jahr und dies offenbar bis 1650. Noch im fortgeschrittenen Alter demonstrierte er ungewöhnliche Tänze. Zu seiner Zeit ragte er nicht nur beim Tanz hervor, auch die Geige spielte er perfekt, wie es 1636 Mersennes Harmonie universelle vermerkte. Er gab Cordier auch als Urheber des Tanzes La Bocanne an.
Der Musique du roi gehörte Cordier nach Dokumenten 1646 und 1651 als ordentlicher Kammergeiger (violon ordinaire du Cabinet du roy) an. Dabei hegte er doch eine Abneigung gegen die Vingt-quatre Violons du Roy, die ihm zu ältlich vorkamen. Sein Spitzname rührt möglicherweise her von einer ihm vom Herzog von Montpensier versprochenen Gegend in der Picardie. Dass Bocan nicht sein wahrer Name war, fiel erst wieder nach der Entdeckung seines Grabes bei Saint-Germain-l’Auxerrois auf, das 1843 instand gesetzt wurde.